# Hans Müller (Goldschmiede)
Hans Müller war der Name zweier in der 2. Hälfte des 15. Jahrhunderts in Augsburg tätiger Goldschmiede, deren Persönlichkeit heute nicht mehr eindeutig trennbar ist. Von beiden haben sich in den Städtischen Kunstsammlungen in Augsburg die Wappentafeln der Goldschmiede (Inv.-Nr. 2686 und 2687) erhalten, die zwei völlig verschiedene Wappen zeigen, so dass davon auszugehen ist, dass sie vermutlich nichts miteinander zu tun hatten und auch nicht verwandt waren. Während der eine der beiden Goldschmiedemeister vermutlich in den 1490er-Jahren starb, ist für den anderen das Jahr 1504 als Todesdatum dokumentiert. Einer von beiden dürfte das einzige heute noch mit diesem Namen verbundene Werk geschaffen haben. Dabei handelt es sich um eine in Silber gegossene und ziselierte Monstranz mit teilvergoldeten Statuetten, die signiert und in das Jahr 1470 datiert ist. Sie befindet sich in der Stadtpfarrkirche St. Moritz in Augsburg.